# Bronisław Grabia
Bronisław Grabia herbu Grabie (zm. po 1591) – poseł na sejm lubelski 1569 roku z ziemi rawskiej.
Syn Mikołaja podkanclerzego koronnego. Podpisał akt unii lubelskiej.